# Of Kings and Prophets
Of Kings and Prophets est une série télévisée américaine en neuf épisodes de 42 minutes créée par Adam Cooper et Bill Collage, et dont seulement deux épisodes ont été diffusés les 8 et 15 mars 2016 sur le réseau ABC. La série est basée sur les Livres de Samuel.
Cette série est inédite dans tous les pays francophones.

## Synopsis
1000 ans avant J-C, le premier roi israélite défend la nation contre des attaques Philistines. Son nom était Saul. Il allait unir les tribus d'Israël pour faire face à la menace philistine. Il ne pensait pas que la plus grande menace proviendrait d'un berger nommé David...

## Distribution

### Acteurs principaux
- Ray Winstone : Saül, le roi d'Israël
- Simone Kessell : Anohim, la reine d’Israël et la femme de Saul
- Haaz Sleiman : Jonathan
- Oliver Rix : David, le deuxième roi d’Israël
- James Floyd : Ishboshet, le fils de Saul et Anohim
- Maisie Richardson-Sellers : Mikhal, fille de Saul
- Mohammad Bakri : Samuel
- David Walmsley : Joab
- Nathaniel Parker : roi Achish
- Jeanine Mason : Merav, fille du roi Saul et reine Ahinoam, sœur aînée de Mikhal

### Acteurs récurrents et invités
- Christina Chong : Rizpah (en), la concubine du Roi Saul
- Rowena King : Zaphra (7 épisodes)
- Louis Talpe (en) : Eliab (en) (6 épisodes)
- Alex McGregor : Sarah (5 épisodes)
- Antony Acheampong : Jarri (5 épisodes)
- Lyne Renée : Witch of Endor (4 épisodes)
- Danny Keogh (en) : Jesse (épisodes 1 et 2)
- David Dennis (en) : Hanoch the Elder of Ruben (épisodes 1 et 2)
- Matt Whelan (en) : Mattiyahu (épisode 1)
- Francis Magee : Lahmi (épisode 3)
- Sean Cameron Michael (en) : Nabal (épisodes 6 et 7)

## Production

### Développement
Le 23 janvier 2015, le réseau ABC commande un pilote,. Jeffrey Nachmanoff réalisera le pilote.
Le 7 mai, le réseau ABC annonce officiellement après le visionnage du pilote, la commande du projet de série,.
Le 12 mai 2015, lors des Upfronts, ABC annonce la diffusion de la série à l'automne 2015,.
Le 2 juin 2015, ABC retire la série de la programmation automnale, ayant été mal reçue lors des Upfronts, afin d'y effectuer des ajustements. Les rôles de Joab et Merav seraient recastés. Le pilote sera tourné de nouveau avec le réalisateur Michael Offer (en).
Le 16 novembre 2015, ABC annonce le lancement de la série au 8 mars 2016.
Le 17 mars 2016, la série est annulée après la diffusion de seulement deux épisodes. La diffusion des épisodes inédits non-diffusée est encore indéterminée.

### Casting
L'attribution des rôles a débuté avec l'arrivée de Ray Winstone, le 4 mars 2015, dans le rôle du roi d'Israël.
Le 6 mars 2015, Maisie Richardson-Sellers obtient le rôle de Michal.
Le 10 mars 2015, Oliver Rix et Simone Kessell rejoignent la distribution principale, suivi six jours plus tard par James Floyd, et le lendemain par Mohammad Bakri dans le rôle de Samuel.
Le 27 mars 2015, Élodie Yung est annoncé dans le rôle récurrent de Rizpah, qui est la concubine du Roi Saül.
En juin 2015, Nathaniel Parker reprend le rôle du roi Achish, tenu par Mark Ivanir dans le pilote original, puis en juillet, Jeanine Mason reprend le rôle de Merav, tenu par Alex McGregor dans le pilote original.
En octobre 2015, Louis Talpe (en) décroche le rôle récurrent d'Eliab.

### Tournage
La série est tournée en Afrique du Sud.

## Épisodes
| № | Titre                           | Réalisation        | Scénario                        | Première diffusion              | Audience (millions) |
| - | ------------------------------- | ------------------ | ------------------------------- | ------------------------------- | ------------------- |
| 1 | Offerings of Blood              | Michael Offer (en) | Adam Cooper et Bill Collage     | 8 mars 2016                     | 3,33                |
| 2 | Let the Wicked Be Ashamed       | Duane Clark (en)   | Theresa Rebeck (en)             | 15 mars 2016                    | 2,42                |
| 3 | Lest I Sleep the Sleep of Death | Michael Robison    | Adam Cooper                     | 23 mars 2016 (Nouvelle-Zélande) |                     |
| 4 | Beasts of the Reeds             | David Boyd         | Dan Dworkin (en) et Jay Beattie | 30 mars 2016 (N-Z)              |                     |
| 5 | Little Lower than the Angels    | Jean de Segonzac   | Janet Lin                       | 6 avril 2016 (N-Z)              |                     |
| 6 | Honor in the Dust               | Romeo Tirone (en)  | Theresa Rebeck                  | 13 avril 2016 (N-Z)             |                     |
| 7 | Train My Hands for War          | Duane Clark (en)   | Zach Calig                      | 20 avril 2016 (N-Z)             |                     |
| 8 | Broken Teeth of the Ungodly     | Bobby Roth         | Dan Dworkin et Jay Beattie      | 27 avril 2016 (N-Z)             |                     |
| 9 | No King is Saved                | Ericson Core       | Paul Eckstein et Angela LaManna | 4 mai 2016 (N-Z)                |                     |